# París-Roubaix 2015

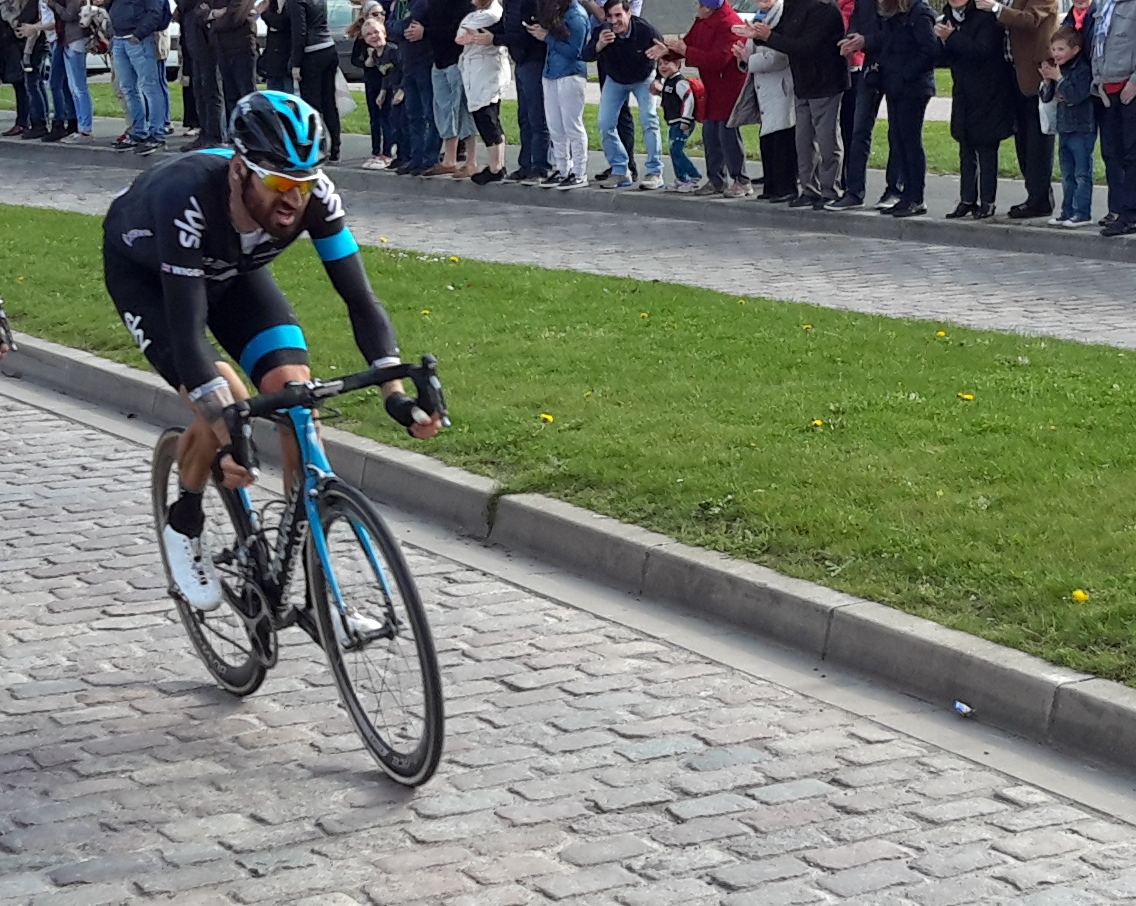
Sir Bradley Wiggins durant la disputa de la París-Roubaix 2015.

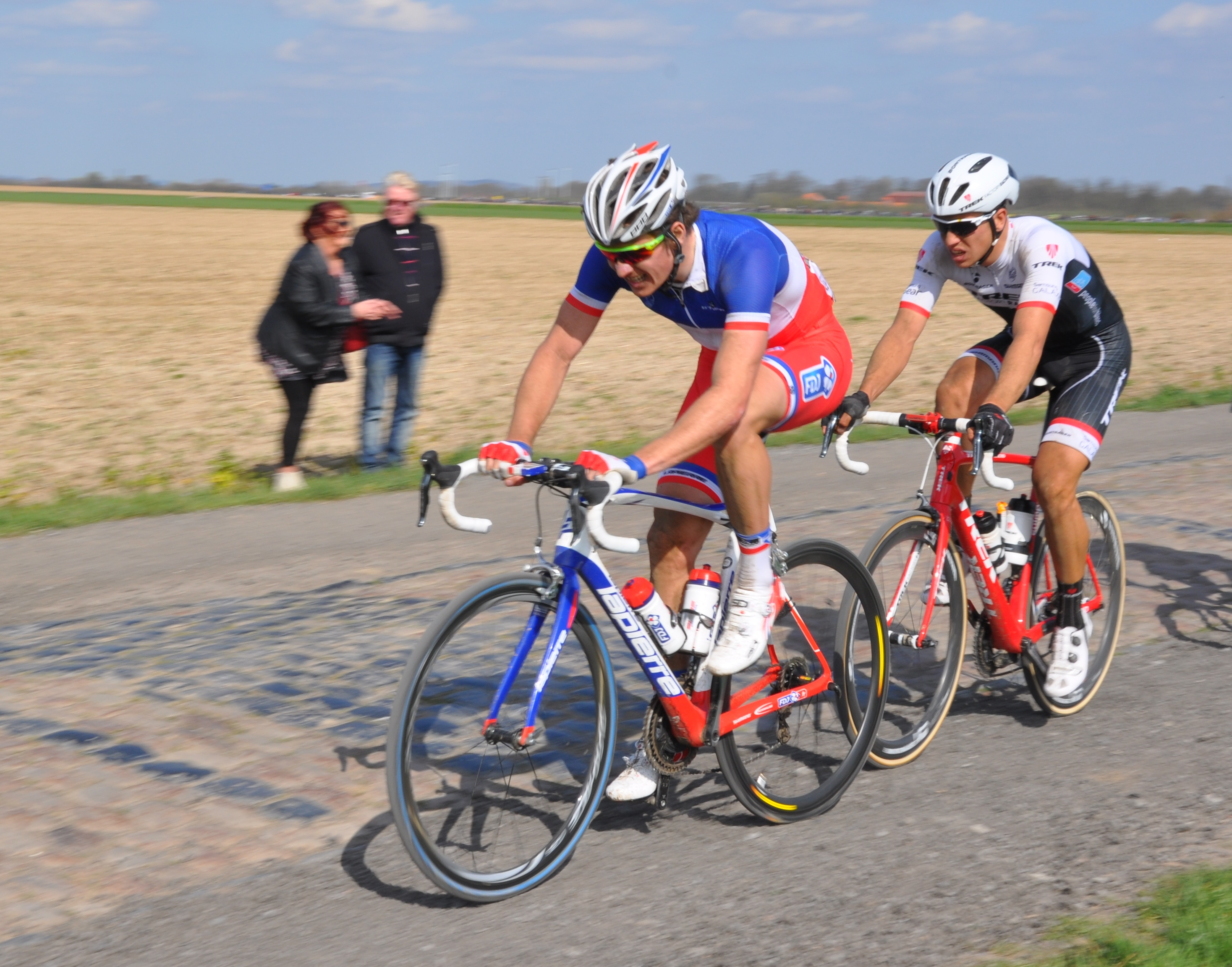
Arnaud Demare a la París-Roubaix 2015.

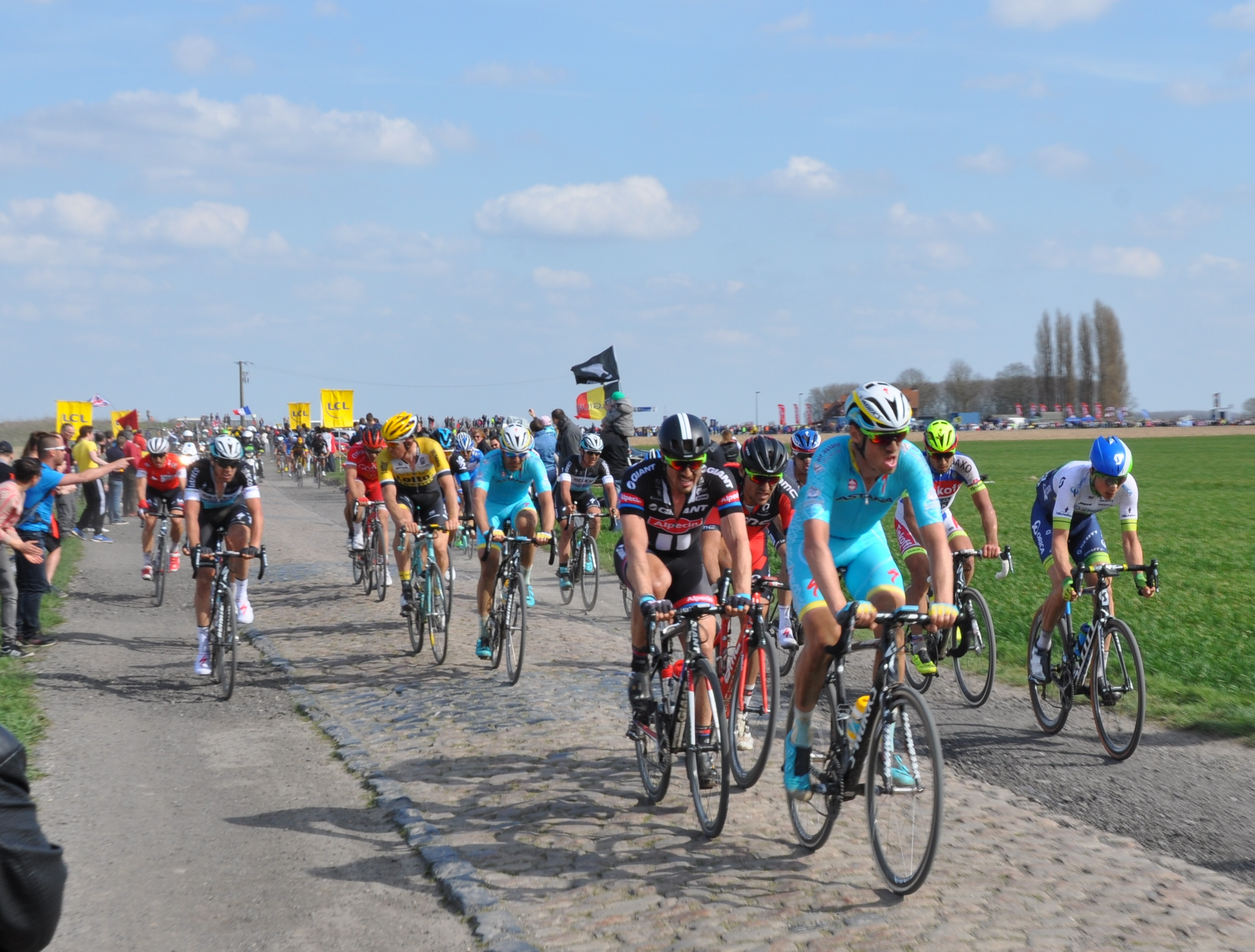
John Degenkolb al capdavant del gran grup al sector de pavès de Gruson.

La París-Roubaix 2015 va ser la 113a edició de la clàssica ciclista París-Roubaix. La cursa es disputà el 12 d'abril de 2015 entre la vila de Compiègne i el velòdrom André Pétrieux de Roubaix, amb un recorregut final de 253,5 km. Aquesta fou la desena prova de l'UCI World Tour 2015.
El vencedor final fou l'alemany John Degenkolb (Team Giant-Alpecin), que s'imposà a l'esprint en un grup de set unitats que arribà destacat a l'arribada de Roubaix. Des de la disputa de la primera edició de la París-Roubaix, guanyada per Josef Fischer, cap altra alemany havia aconseguit la victòria en aquesta clàssica. El txec Zdeněk Štybar (Etixx-Quick Step) i el belga Greg Van Avermaet (BMC Racing Team) completaren el podi.
La cursa també significà l'adéu de Bradley Wiggins a l'equip Team Sky. Wiggins no es retira del ciclisme professional sinó que passa a dedicar-se de ple a la pista per tal de preparar els Jocs Olímpics de Rio de Janeiro.

## Recorregut
El recorregut de la París-Roubaix es va fer públic el 29 de gener de 2015. Sobre una distància total de 253,5 km, la més curta des de l'edició de 1977, hi ha 52,7 km de pavès repartits entre vint-i-set sectors. Els primers 100 quilòmetres de cursa són pràcticament plans i sense cap dificultat, fins a arribar als 27 trams de pavès. Tres són els sectors més complicats: trouée d'Arenberg, Mons-en-Pévèle i Carrefour de l'Arbre. Tres dels sectors (Quiévy, Sant-Python i Verchain-Maugré) formaran part del recorregut de la 4a etapa del Tour de França. Els darrers 750 metres es disputen dins el velòdrom de Roubaix.
| Sector | Quilòmetres | Localització                              | Llargada (km) | Dificultat |
| ------ | ----------- | ----------------------------------------- | ------------- | ---------- |
| 27     | 98,5        | Troisvilles > Inchy                       | 2,2           | 03         |
| 26     | 105         | Viesly > Quiévy                           | 1,8           | 03         |
| 25     | 108         | Quiévy > Saint-Python                     | 3,7           | 04         |
| 24     | 112,5       | Saint-Python                              | 1,5           | 02         |
| 23     | 120,5       | Vertain > Saint-Martin-sur-Écaillon       | 2,3           | 03         |
| 22     | 130         | Verchain-Maugré > Quérénaing              | 1,6           | 03         |
| 21     | 133,5       | Quérénaing > Maing                        | 2,5           | 03         |
| 20     | 136,5       | Maing > Monchaux-sur-Écaillon             | 1,6           | 03         |
| 19     | 149,5       | Haveluy > Wallers                         | 2,5           | 04         |
| 18     | 158         | Trouée d'Arenberg                         | 2,4           | 05         |
| 17     | 164         | Wallers > Hélesmes                        | 1,6           | 03         |
| 16     | 170,5       | Hornaing > Wandignies-Hamage              | 3,7           | 04         |
| 15     | 178         | Warlaing > Brillon                        | 2,4           | 03         |
| 14     | 181,5       | Tilloy-lez-Marchiennes > Sars-et-Rosières | 2,4           | 04         |
| 13     | 188         | Beuvry-la-Forêt > Orchies                 | 1,4           | 03         |
| 12     | 193         | Orchies                                   | 1,7           | 03         |
| 11     | 199         | Auchy-lez-Orchies > Bersée                | 2,7           | 04         |
| 10     | 204,5       | Mons-en-Pévèle                            | 3,0           | 05         |
| 9      | 210,5       | Mérignies > Avelin                        | 0,7           | 02         |
| 8      | 214         | Pont-Thibaut > Ennevelin                  | 1,4           | 03         |
| 7      | 220         | Templeuve (Moulin-de-Vertain)             | 0,5           | 02         |
| 6-2    | 226,5       | Cysoing > Bourghelles                     | 1,3           | 04         |
| 6-1    | 229         | Bourghelles > Wannehain                   | 1,1           | 03         |
| 5      | 233,5       | Camphin-en-Pévèle                         | 1,8           | 04         |
| 4      | 236,5       | Carrefour de l'Arbre                      | 2,1           | 05         |
| 3      | 238,5       | Gruson                                    | 1,1           | 02         |
| 2      | 245,5       | Willems > Hem                             | 1,4           | 02         |
| 1      | 252         | Roubaix (Espai Charles Crupelandt)        | 0,3           | 01         |

## Equips participants
A la cursa hi prengueren part vint-i-cinc equips, els disset World Tour i vuit equips continentals professionals que foren convidats per l'organització.
| Núm.    | Codi | Equip                 |
| ------- | ---- | --------------------- |
| 1-8     | EQS  | Etixx-Quick Step      |
| 11-18   | TGA  | Team Giant-Alpecin    |
| 21-28   | KAT  | Team Katusha          |
| 31-38   | TCS  | Team Tinkoff-Saxo     |
| 41-47   | TLJ  | Team LottoNL-Jumbo    |
| 51-58   | SKY  | Team Sky              |
| 61-68   | BMC  | BMC Racing Team       |
| 71-78   | FDJ  | FDJ                   |
| 81-88   | AST  | Astana Qazaqstan Team |
| 91-98   | TFR  | Trek Factory Racing   |
| 101-107 | OGE  | Orica-GreenEDGE       |
| 111-118 | ALM  | AG2R La Mondiale      |
| 121-128 | LTS  | Lotto Soudal          |

| Núm.    | Codi | Equip                        |
| ------- | ---- | ---------------------------- |
| 131-138 | LAM  | Lampre-Merida                |
| 141-148 | IAM  | IAM Cycling                  |
| 151-158 | TCG  | Cannondale-Garmin            |
| 161-168 | COF  | Cofidis                      |
| 171-178 | MTN  | MTN Qhubeka                  |
| 181-188 | BSE  | Bretagne-Séché Environnement |
| 191-198 | TSV  | Topsport Vlaanderen-Baloise  |
| 201-208 | EUC  | Team Europcar                |
| 211-218 | WGG  | Wanty-Groupe Gobert          |
| 221-228 | MOV  | Movistar Team                |
| 231-238 | BOA  | Bora-Argon 18                |
| 241-248 | UTH  | UnitedHealthcare             |

## Favorits
Davant l'absència de dos dels principals favorits a la victòria final, Tom Boonen (Etixx-Quick Step), lesionat en la passada París-Niça i Fabian Cancellara (Trek Factory Racing), lesionat en la darrera E3 Harelbeke, aquesta edició de la París-Roubaix queda més oberta.
Alexander Kristoff (Team Katusha) és un dels grans favorits després del nivell de forma demostrat en les darrere setmanes, amb tres victòries d'etapa i la general dels Tres dies de De Panne, el 2015 i la Grote Scheldeprijs. El vigent campió Niki Terpstra també ha demostrat el seu bon punt de forma amb la segona posició al Tour de Flandes i a la Gant-Wevelgem. Terpstra haurà de compartir el lideratge de l'Etixx-Quick Step amb Zdeněk Štybar, vencedor de la Strade Bianche i segon a l'E3 Harelbeke.
Bradley Wiggins, que disputarà la seva darrera cursa en carretera amb el Team Sky abans de tornar a la pista i preparar els Jocs Olímpics de Rio, estarà acompanyat a l'equip per Geraint Thomas, vencedor de l'E3 Harelbeke, i Ian Stannard, vencedor de l'Omloop Het Nieuwsblad. Altres possibles vencedors són Sep Vanmarcke (Team LottoNL-Jumbo), John Degenkolb (Team Giant-Alpecin), segon el 2014, Lars Boom (Astana Pro Team), Greg Van Avermaet (BMC Racing Team) i Peter Sagan (Tinkoff-Saxo).

## Classificació final
|    | Cilista                  | Equip                 | Temps      | UCI World Tour Punts |
| -- | ------------------------ | --------------------- | ---------- | -------------------- |
| 1  | John Degenkolb (GER)     | Team Giant-Alpecin    | 5h 49' 51" | 100                  |
| 2  | Zdenek Stybar (CZE)      | Etixx-Quick Step      | m. t.      | 80                   |
| 3  | Greg Van Avermaet (BEL)  | BMC Racing Team       | m. t.      | 70                   |
| 4  | Lars Boom (NED)          | Astana Qazaqstan Team | m. t.      | 60                   |
| 5  | Martin Elmiger (SUI)     | IAM Cycling           | m. t.      | 50                   |
| 6  | Jens Keukeleire (BEL)    | Orica-GreenEDGE       | m. t.      | 40                   |
| 7  | Yves Lampaert (BEL)      | Etixx-Quick Step      | + 7"       | 30                   |
| 8  | Luke Rowe (GBR)          | Team Sky              | + 28"      | 20                   |
| 9  | Jens Debusschere (BEL)   | Lotto Soudal          | + 29"      | 10                   |
| 10 | Alexander Kristoff (NOR) | Team Katusha          | + 31"      | 4                    |